# 게묘촌
게묘촌(花明村)은 아이치현 하즈군에 설치되었던 촌이다. 현재의 니시오시 동부에 해당한다.